# Josef Weisse

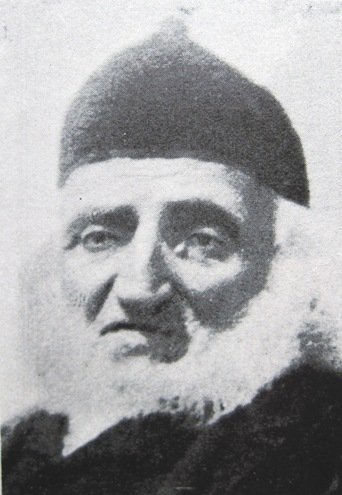
Josef Weisse

Josef (auch: Joseph) Weisse (geboren am 23. November 1812 in Plumenau, Mähren; gestorben am 2. Dezember 1897 in Waag-Neustadtl, Königreich Ungarn) war ein deutsch-mährischer Rabbiner und Übersetzer.

## Leben
Josef Weisse war der Sohn eines Chasans. Er besuchte die Talmudschule von David Buchheim in Kojetein. In Prag absolvierte er ein pädagogisches und akademisches Studium, gemeinsam mit Moritz Steinschneider und Leopold Löw.
Im Jahre 1837 wurde Weisse Lehrer an der Gemeindeschule in Proßnitz, 1841 Schulleiter in Prerau. Später wurde er Rabbiner in Kosteletz (Böhmen), 1845 in Gaya (Mähren). Er gehörte mit Abraham Placzek und drei Gemeindevorstehern zum Comité für die mährisch-jüdischen Angelegenheiten. 1855 wurde er Rabbiner in Waag-Neustadtl. Er gründete dort eine jüdische Realschule.
Weisse war von 1841 bis 1850 unter dem Pseudonym Lebena Mitarbeiter von Julius Fürsts Zeitschrift Der Orient. Berichte, Studien und Kritiken für jüdische Geschichte und Literatur.
Josef Weisse war verheiratet mit Charlotte Donat. Ihr Sohn Arnold war Publizist in Wien und Hamburg, ihr Sohn Dr. Samson Weisse (1857–1946) Rabbiner in Dessau und Berlin, ihre Tochter Dorothea heiratete Moritz Grünwald, Rabbiner in Jungbunzlau und Hamburg.

## Veröffentlichungen (Auswahl)
- Rechtfertigung einiger von Herrn I. S. Reggio in seinem Werke Tora und Philosophie angeführter irriger Stellen aus berühmten Autoren, als Beweis, wie selbst die gründlichsten Gelehrten dem Irrthum unterliegen. In: Literaturblatt des Orients. 1840, Heft 37, Leipzig 1840, S. 584–587 (Digitalisat in Compact Memory).
- Übersetzung von Lessings Fabeln ins Hebräische.
- Mitarbeit an der Landau`schen Bibelausgabe.